# Tribulocarpus
Tribulocarpus é um género monotípico de plantas suculentas pertencente à família Aizoaceae. A sua única espécie: Tribulocarpus dimorphanthus (Pax) S.Moore, é originária do Sul de África.

## Descrição
É um subarbusto com caules de 150 cm de comprimento, por vezes prostrados, mas geralmente com ramos ascendentes. Pode ser encontrado na Namíbia e África do Sul (Namaqualândia), entre arbustos anãos perenifólios a uma altitude de 300-1200 metros.

## Taxonomia
Tribulocarpus dimorphanthus foi descrita por (Pax) S.Moore e publicada em Journal of Botany, British and Foreign 59: 288. 1921.

## Sinonímia
- Tetragonia dimorphantha Pax basónimo
- Tetragonia somalensis Engl. (1912)
- Nitraria retusa subsp. euretusa Chiov.[2][3]